# Firth of Fifth

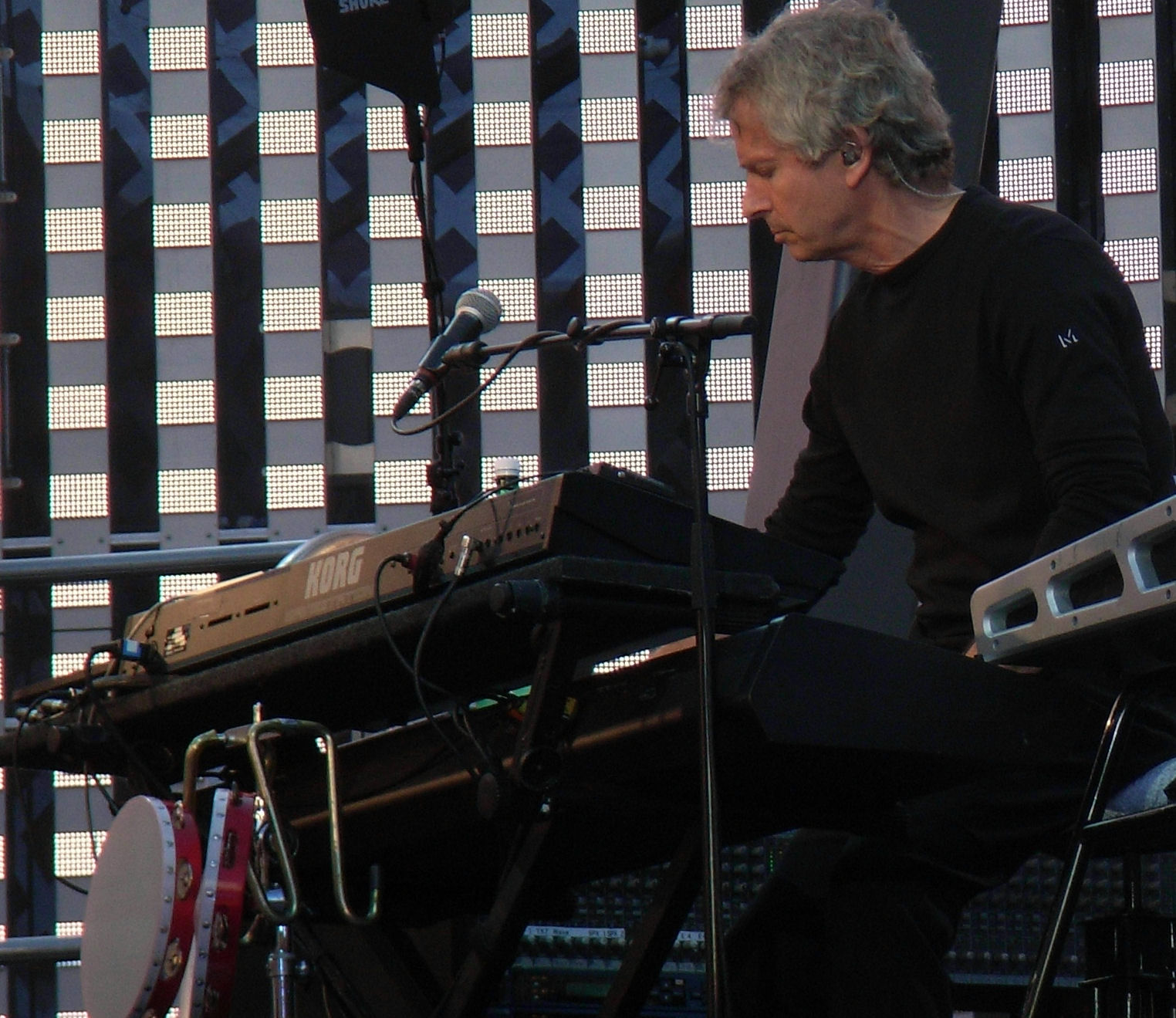
Tony Banks

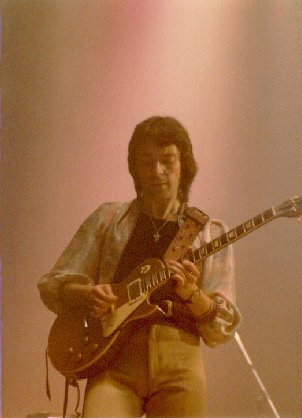
Steve Hackett 1977

Firth of Fifth ist ein Song der britischen Band Genesis. Er wurde 1973 auf dem Album Selling England by the Pound veröffentlicht und über die gesamte Zeit der Band ganz oder teilweise live gespielt.

## Komposition und Text
Der Titel ist ein Wortspiel über die Mündung des schottischen Flusses Forth, als Firth of Forth bekannt. Das Stück wurde weitgehend von Tony Banks komponiert. Banks hatte Teile bereits 1972 geschrieben, die aber bei den Aufnahme-Sessions des Albums Foxtrot von den anderen Musikern zunächst abgelehnt wurden. Er überarbeitete das Stück, das nun akzeptiert wurde. 
Banks beurteilte seinen Text als „einer der schlechtesten Texte, an denen ich beteiligt war“. Zur Bedeutung des Textes sagte Banks: „Ich folgte einfach der Idee eines Flusses und dann geriet ich ein wenig in den Kosmos, und ich weiß eigentlich nicht mehr genau, wo ich gelandet bin.“
Das Lied startet mit einem ungefähr 1:10 Minuten langem Piano-Solo, das rhythmisch komplex ist. Der mit der Phrase "The Path is Clear!" einsetzende Gesangsteil hat zunächst ein etwas langsameres Tempo. Es folgt ein Flöten-Klavier-Duett mit anschließendem Synthesizer-Instrumental-Teil, der einen Rahmen zum Piano-Solo bildet. Steve Hackett spielt ein langes Gitarrensolo. Peter Gabriel singt einen kurzen Text, bevor Banks das Lied auf dem Klavier abschließt.

## Rezeption
François Couture rezensierte auf Allmusic:

„"Firth of Fifth" ist mit seinem langsamen Tempo und seiner virtuosen Piano-Einführung einer der feierlichsten Songs von Genesis. Die erste Zeile "Der Weg ist frei / Obwohl keine Augen sehen können" schien den gesamten Text zu verkörpern: ziemlich einfach, wenn auch sehr mysteriös. ... Trotzdem wurde der Song ein Favorit, vor allem dank Steve Hacketts erhebendem Gitarrensolo im instrumentalen Mittelteil, wohl eines seiner besten ...“